# Yovanna

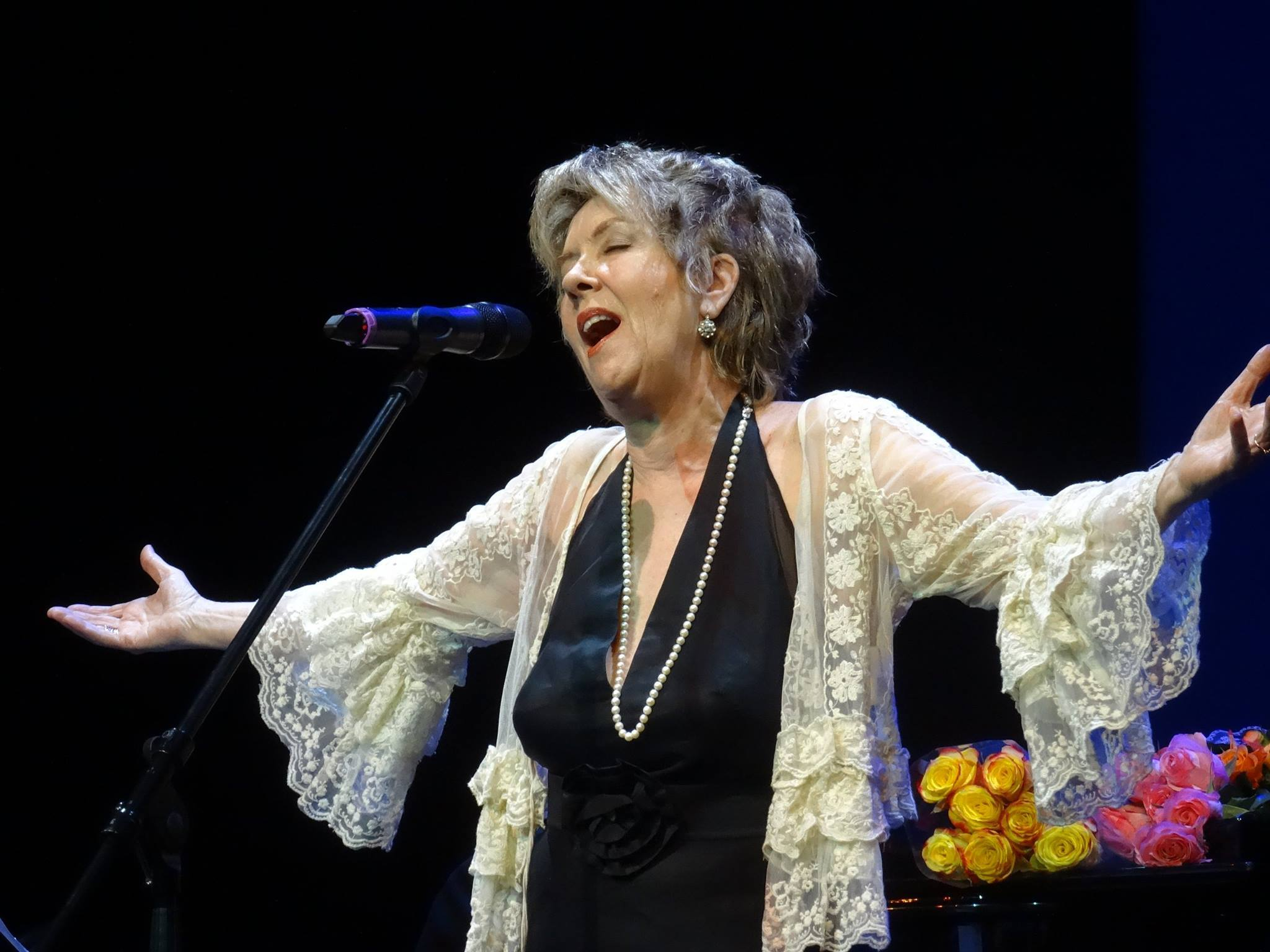
Yovanna, 2015

Yovanna (griechisch Γιοβάννα Giovanna, eigentlich Ioanna Fassou Kalpaxi Ιωάννα Φάσσου Καλπαξή; * 14. November 1940 in Amaliada) ist eine griechische Sängerin und Schriftstellerin.

## Leben und Wirken
Ioanna Fassou Kalpaxi ist die Tochter des griechischen Malers Kostas Fassos. Das musikalische Mädchen sang in einem Kinderchor und erhielt früh Klavier- und Tanzunterricht. Ab dem 14. Lebensjahr nahm sie Gesangsunterricht. Sie ließ ihre Stimme an der Musikakademie von Athen ausbilden. Nach dem Gesangsdiplom mit einer Auszeichnung als Opernsängerin (Lyrische Sopranistin), debütierte sie in der Hauptrolle als Margit in Franz Lehárs Operette Wo die Lerche singt und gab einige Konzerte in ihrer griechischen Heimat.
Doch die Künstlerin wandte sich der Unterhaltungsmusik zu und nahm den Künstlernamen Yovanna an. Sie sang auf allen großen Festivals in Athen und Thessaloniki. Der internationale Durchbruch erfolgte nach ihrem Sieg im Sopot Festival 1962 in Polen. Große Erfolge feierte sie daraufhin in der damaligen Sowjetunion, wo sie über 150 Konzerte in Begleitung des Moskauer Sinfonieorchesters hielt und über eine Million ihrer Schallplatten verkauft wurden. Besonders beliebt war sie in der Sowjetrepublik Georgien, wo ihre langwährende Popularität, nicht zuletzt aufgrund des Liedes „Tbiliso“ (eine Hymne der Schönheit dieser Stadt), dazu führte, dass sie 2010 nach Tiflis eingeladen wurde um ihr die Ehrenbürgerschaft der Stadt zu verleihen. Auch auf Zypern war sie ein vielbejubelter Star. Aber auch in Frankreich, Italien, Israel, Brasilien, Deutschland, in der Türkei und Schweiz etc. gab sie viele Konzerte, hatte dort Rundfunk- und TV-Auftritte. 1965 vertrat sie die Schweiz in Luxemburg beim Grand Prix Eurovision de la Chanson (Eurovision Song Contest) mit dem Lied Non – à jamais sans toi, das auf dem 8. Platz landete.
In ihrer Heimat sang sie viele Lieder von Mikis Theodorakis.
In Deutschland unterzeichnete sie einen Schallplattenvertrag mit Ariola, dann mit Polydor. Ihr Lied Tiritombabalu wurde 500.000 Mal verkauft.
Heute betätigt sich die Künstlerin, die mit dem Rechtsanwalt und Geschäftsmann Dimitris Kalpaxis verheiratet ist, überwiegend schriftstellerisch. In ihrer Heimat erschienen bisher vier Liedersammlungen sowie zwölf Romane und zwei Theaterstücke. Der erste Roman „Ante Geia“ (gr. „Άντε γεια“, 1986) erwies sich in ihrer Heimat als Bestseller und wurde 1991 unter gleichem Namen (übersetzt: „Also Tschüss“, englischer Titel „Take care“) vom griechischen Regisseur Yorgos Tsemberopoulos erfolgreich verfilmt (Nr. 1 von 11 Filmen des Jahres 1991 in Griechenland).

## Diskografie (Auswahl)

### Alben
- Songs of Athens
- Songs of Athens – New Songs from Greece

### Singles
- I mirtia (Unterm Myrtenbaum) / An thimithis t’ oniro mou (Wenn du dich an meinen Traum erinnerst); Label: Ariola Nr. 10 138
- Tiritomba balu / Du bist ein Don Juan; Label: Polydor Nr. 52 208
- Du, du, oh, du mein Darling / Es ist so schön, verliebt zu sein; Label: Polydor
- Ich geb’ dir alles was du willst / Darling sag’ bist du mir treu; Label: Polydor